# Nodaria discolor
Nodaria discolor är en fjärilsart som beskrevs av Alfred Ernest Wileman och West 1930. Nodaria discolor ingår i släktet Nodaria och familjen nattflyn. Inga underarter finns listade i Catalogue of Life.